# 七見站
七見站（日语：／ Shichimi eki */?）是位於石川縣鳳珠郡能登町字七見，能登鐵道的能登線車站（廢站）。
此站是鄰近居民請願下才設置的車站。截至2012年1月，此站是能登鐵道唯一新增車站，車站啟用後10年便廢除了。
在廢除後，候車室遷移至巴士站作為巴士候車室。車站沒有其他遺蹟。

## 歷史
- 1995年（平成7年）3月17日 - 車站啟用。
- 2005年（平成17年）4月1日 - 能登線廢除，此站也被廢除[2][3]。

## 車站構造
截至車站廢除前，車站是一座地面車站，設有1面1線的單式月台。此站沒有車站大樓，只有候車室。此站是無人車站。

## 車站周邊
- 國道249號

## 相鄰車站
能登鐵道
能登線
鵜川－七見－矢波

## 注腳
1. ↑  《鉄道ジャーナル》通卷550號（2012年8月號），79頁。
2. ↑   (PDF). 能登町広報情報推進課. 2017-04-01  [2021-02-23] （日语）.
3. ↑  寺田裕一（日语：寺田裕一）. . Neko出版. 2010-12-29: 9. ISBN 978-47770-1091-2 （日语）.